# Beauregard (Lot)
Beauregard település Franciaországban, Lot megyében. Lakosainak száma 228 fő (2022. január 1.). Beauregard Saint-Projet, Limogne-en-Quercy, Saillac, Varaire és Vidaillac községekkel határos.

## Népesség
A település népességének változása:
| Lakosok száma | 217  | 167  | 184  | 236  | 235  | 229  | 233  | 232  | 230  | 228  |
|               | 1968 | 1982 | 1990 | 2006 | 2013 | 2015 | 2017 | 2019 | 2020 | 2022 |